# Giulio Mastrilli
Giulio Mastrilli, duca di Marigliano (Marigliano, 1773 – Napoli, 8 aprile 1826), è stato un politico italiano.

## Nascita e formazione
Giulio Mastrilli nacque a Marigliano nel 1773 da Giovanni Mastrilli, duca di Marigliano, marchese di Gallo, conte di Casamarciano e Roccarainola, e Maria Giustina Filomarino, figlia di Pasquale, duca della Torre e di Teverolaccio, e della principessa Maria Maddalena Rospigliosi, dei duchi di Zagarolo. 
Egli accompagnò il padre nella missione a Vienna nel 1792 ed divenne Gentiluomo di Camera del Re nel 1797; fu deputato della Fortificazione del Seggio di Portanova nel 1798 e deputato del Corpo della città di Napoli nel 1799. 
Appartenente ad una delle maggiori famiglie nobili del regno di Napoli, si schierò su posizioni riformiste sia nel periodo borbonico sia durante il decennio francese (1806-15).

## Matrimonio e attività
Nell’ottobre del 1801 sposò in Napoli Maria Fausta Doria, figlia di Giovanni Carlo principe d’Angri, e Giovanna Pappacoda, principessa di Centola.  
Il Mastrilli dal matrimonio con donna Maria Fausta ebbe 3 figli: Maria Giustina (14.08.1802 †15.03.1803); Giovanni (23.11.1803 † infante) e don Giovanni Carlo (16-8-1805 † 30-4-1846) duca di Marigliano, marchese di Gallo, conte di Roccarainola e Patrizio Napoletano.  
Giulio fu nominato ciambellano del re di Napoli dal maggio del 1806 e dal mese di giugno del medesimo anno fu designato ispettore delle strade dell’est del regno di Napoli, affiancando l’ispettore delle strade del sud marchese della Valva, insieme all’ingegnere Charles-François Mallet. Quest’ultimo giunse a Napoli soltanto nell’ottobre 1806 e nell’agosto del 1807 ripartì perché richiamato da Napoleone; in seguito il numero delle ispezioni fu ridotto a due: il Mastrilli divenne ispettore del nord e il Valva rimase al sud. Nell’ottobre del 1808 il Mastrilli, ciambellano di S.M., ottenne l’onorificenza di commendatore del Real Ordine delle Due Sicilie. 
Il 13 dicembre del 1808 Giulio Mastrilli, denominato conte della Rocca Marigliano, già eletto della Municipalità napoletana, fu nominato intendente della provincia di Terra di Lavoro, in sostituzione di Lelio Parisi. La sua presenza come intendente nella città di Capua fu molto breve, infatti fu sostituito il 13 maggio del 1809 dal consigliere di Stato Luigi Macedonio. 
Alla morte del padre (il 13 aprile 1824), divenne conte di Roccarainola e Casamarciano e duca di Marigliano. Infine Giulio Mastrilli morì nella sua abitazione di Strada Toledo nel mese di aprile del 1826 lasciando i suoi titoli nobiliari al figlio Giovanni Carlo.